# María Elisa Camargo
María Elisa Camargo née le 21 décembre 1985 à Guayaquil, est une actrice, chanteuse et danseuse équatorienne.

## Biographie
En 2005, elle auditionne pour El factor X (version colombienne de The X Factor). Après plusieurs mois d'auditions et de bootcamp, elle a atteint le programme principal, sous la direction de Jose Gaviria. Elle a joué des chansons des artistes Lara Fabian, David Bisbal et Shakira. Elle a été éliminée à la troisième semaine de la réalité après avoir affronté son camarade de classe Andres Monsalve.
Après El Factor X, Maria Elisa est apparue dans divers programmes de la MRC et a finalement décroché un rôle dans la telenovela Floricienta jouée par Natalia. Après Floricienta, elle a été embauchée pour jouer Mary Joy dans la telenovela La Marca del Deseo (La marque du désir) avec Stephanie Cayo et Alfonso Baptista. C'était sa première exposition à la télévision américaine, car La Marca del Deseo avait été réalisée par RCN pour Univision.
En 2009, elle a participé au remake de Verano del '98 aux côtés de Dulce María dans lequel elle interprète Isabella Roca, le méchant de l'histoire. Elle a également joué Monica Ledesma dans Hasta Que el Dinero Nos Separe (Pour l'amour ou l'argent).
En 2010, elle a représenté Kristel Ruiz et Teresa Curiel dans la téléfilm Llena de Amor (Remplissez-moi d'amour) comme l'un des méchants aux côtés d'Altair Jarabo et Azela Robinson. En 2013, elle a interprété Patricia "Pato" à Porque el Amor Manda (Parce que l'amour règne).
En 2011, elle a travaillé dans la Telenovela de Telemundo, Flor Salvaje, aux côtés de Gregorio Pernia, Carolina Gaitán, Géraldine Zivic, Pedro Palacio, Indhira Serrano, Roberto Manrique et Norkys Batista.
En 2014, elle a participé en tant que protagoniste de Telemundo telenovela En Otra Piel avec David Chocarro, Jorge Luis Pila, Vanessa Villela et Laura Flores. En 2015-2016, elle est devenue protagoniste de Bajo el mismo cielo (Sous le même ciel), une autre telenovela de telemundo aux côtés de Gabriel Porras, d'Erika de la Rosa, de Luis Ernesto Franco et de Julio Bracho. 
En 2015-2016, elle a joué dans Telemundo telenovela "Bajo el Mismo Cielo", qui a permis à Telemundo de battre le record d'audience pour battre les audiences d'Univisión pendant les heures de grande écoute.
En 2017, elle a interprété la légende de vallenato, Patricia Teheran, dans la série bio "Tarde Lo Conocí" de Caracol, dans laquelle elle a chanté en direct.
En 2018, elle était la protagoniste de la super série "El Barón" de Telemundo, dans laquelle elle interprétait Isabel Garcia, la femme du seigneur de la drogue en devenir, Nacho Montero.
En 2024, elle interprète la chanson thème de la série colombienne "Je cracherai sur vos tombes" en plus de jouer le personnage de Katherine Andrea Obregón Martelli.

## Filmographie
| 2006      | Floricienta                    | Natalia "Nata"                                    |
| 2007      | La Marca del Deseo             | María Alegría                                     |
| 2009      | Verano de amor                 | Isabela Roca                                      |
| 2009-2010 | Hasta que el dinero nos separe | Mónica Ledesma                                    |
| 2010      | Llena de amor                  | Kristel Ruiz y de Teresa Curiel                   |
| 2011      | Flor salvaje                   | Catalina Larrazabal de Urrieta                    |
| 2012      | Porque el amor manda           | Patricia Zorrilla "Patty / Pato"                  |
| 2014      | En otra piel                   | Adriana Águilar / Mónica Serrano / Mónica Arriaga |
| 2015      | Bajo el mismo cielo            | Adela Morales                                     |
| 2017      | Tarde lo conocí                | Patricia Teheran                                  |
| 2024      | Escupiré sobre sus tumbas      | Katherine Andrea Obregón Martelli / "Kathi"       |

| 2019 | El Baron | Isabel Garcia |